# Каніє Мікі
Каніє Мікі  (яп. 蟹江 美貴, 4 грудня 1988) — японська лучниця, олімпійська медалістка.

## Виступи на Олімпіадах
| Олімпіада   | Дисципліна | Місце |
| ----------- | ---------- | ----- |
| Лондон 2012 | особисті   | =9    |
| Лондон 2012 | командні   | 3     |